# Tuerckheimia barbula
Tuerckheimia barbula là một loài rêu trong họ Pottiaceae. Loài này được (Schwägr.) Hilp. mô tả khoa học đầu tiên năm 1933.